# Mario Lohninger

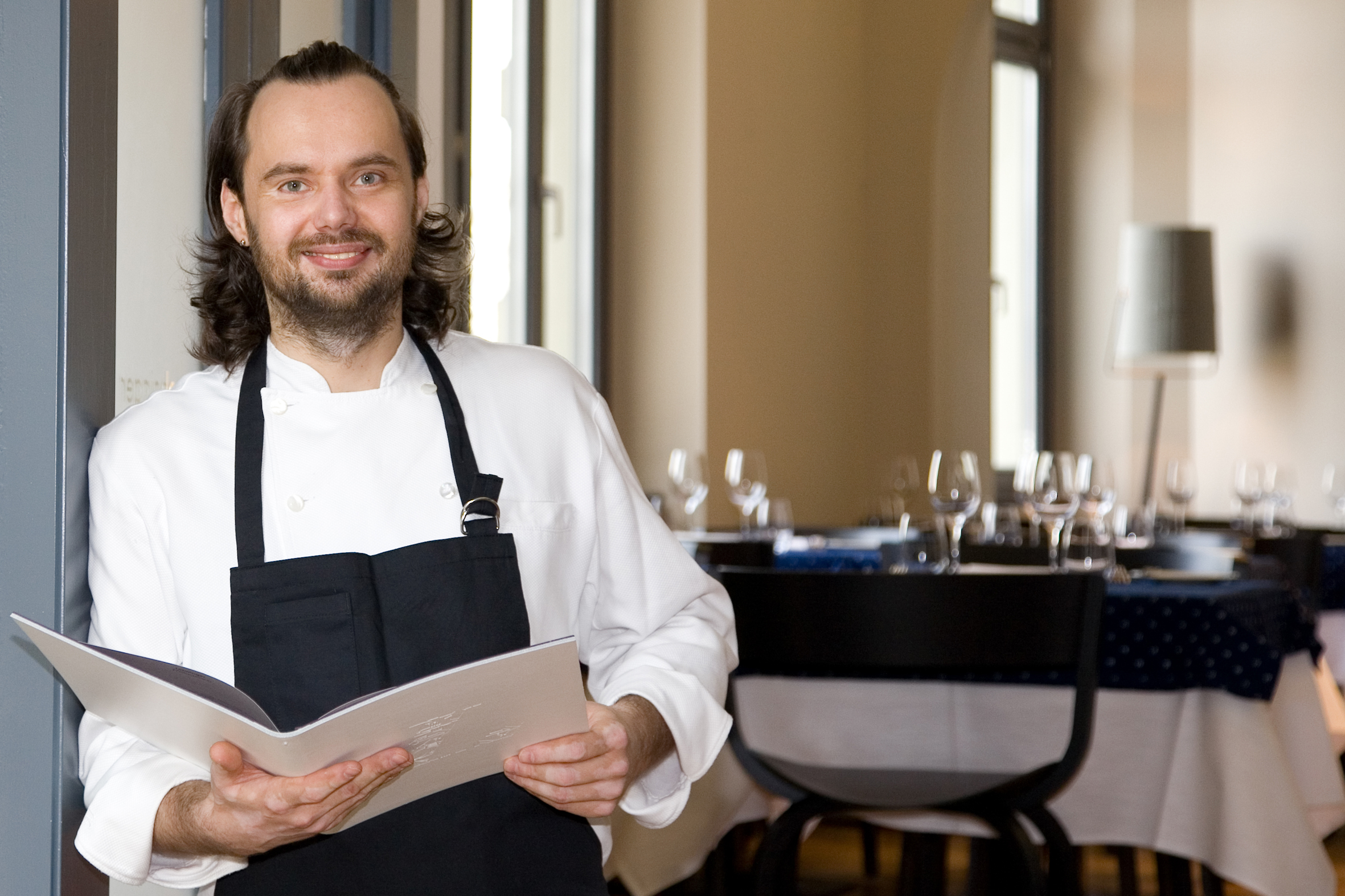
Mario Lohninger (2011)

Mario Lohninger (* 22. August 1973 in Saalfelden) ist ein österreichischer Koch, Gastronom und Kochbuchautor.

## Leben

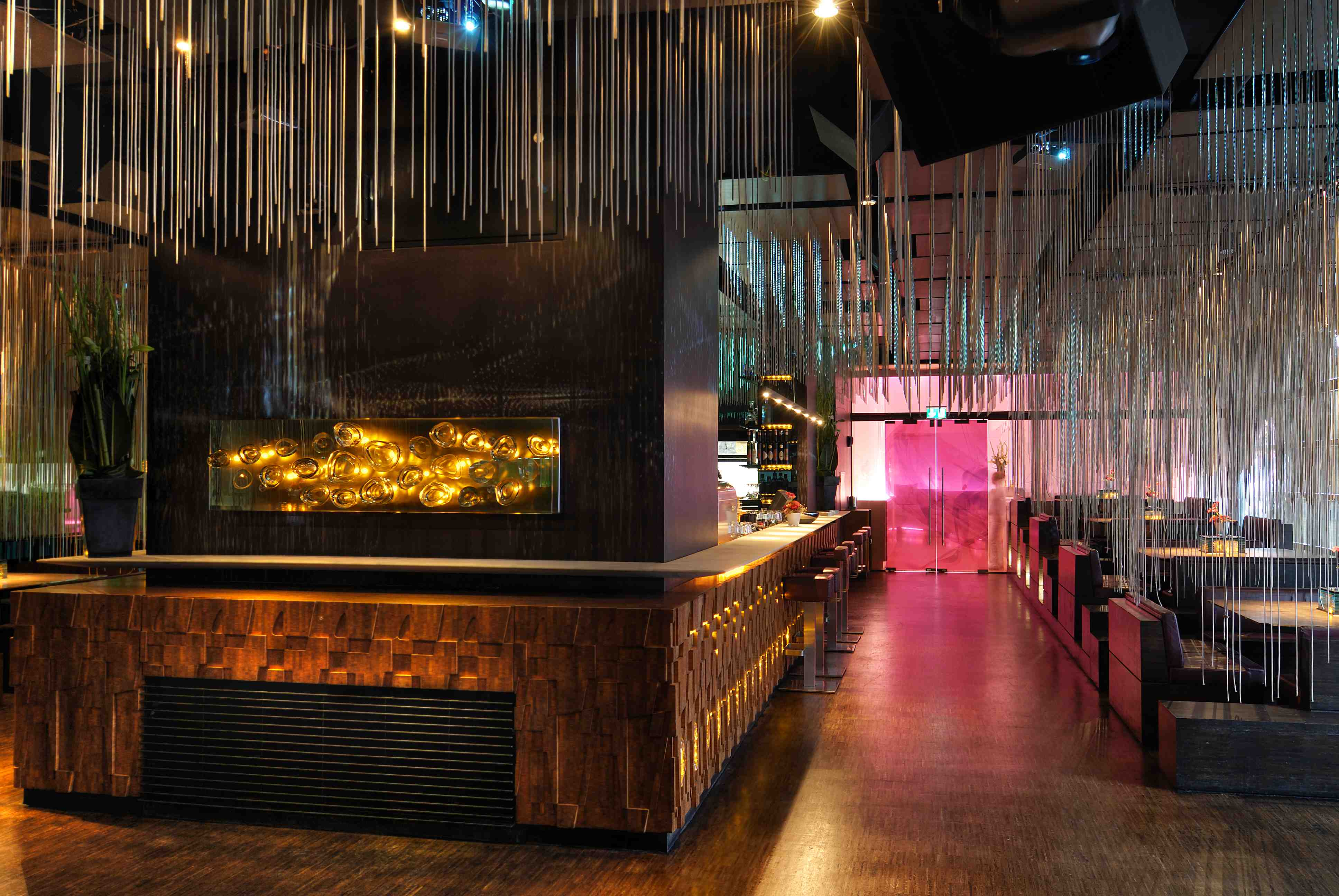
Restaurant micro

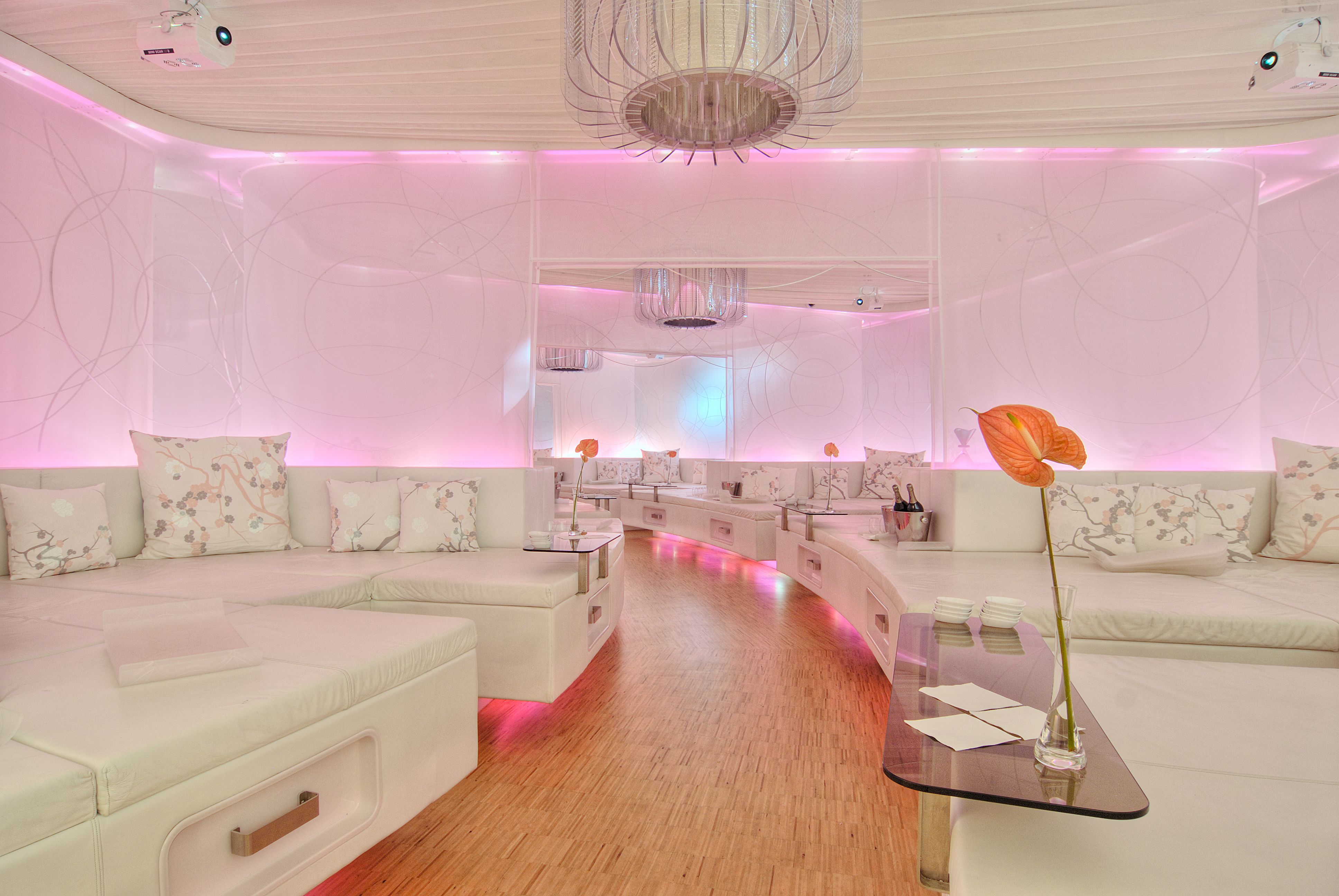
Restaurant silk

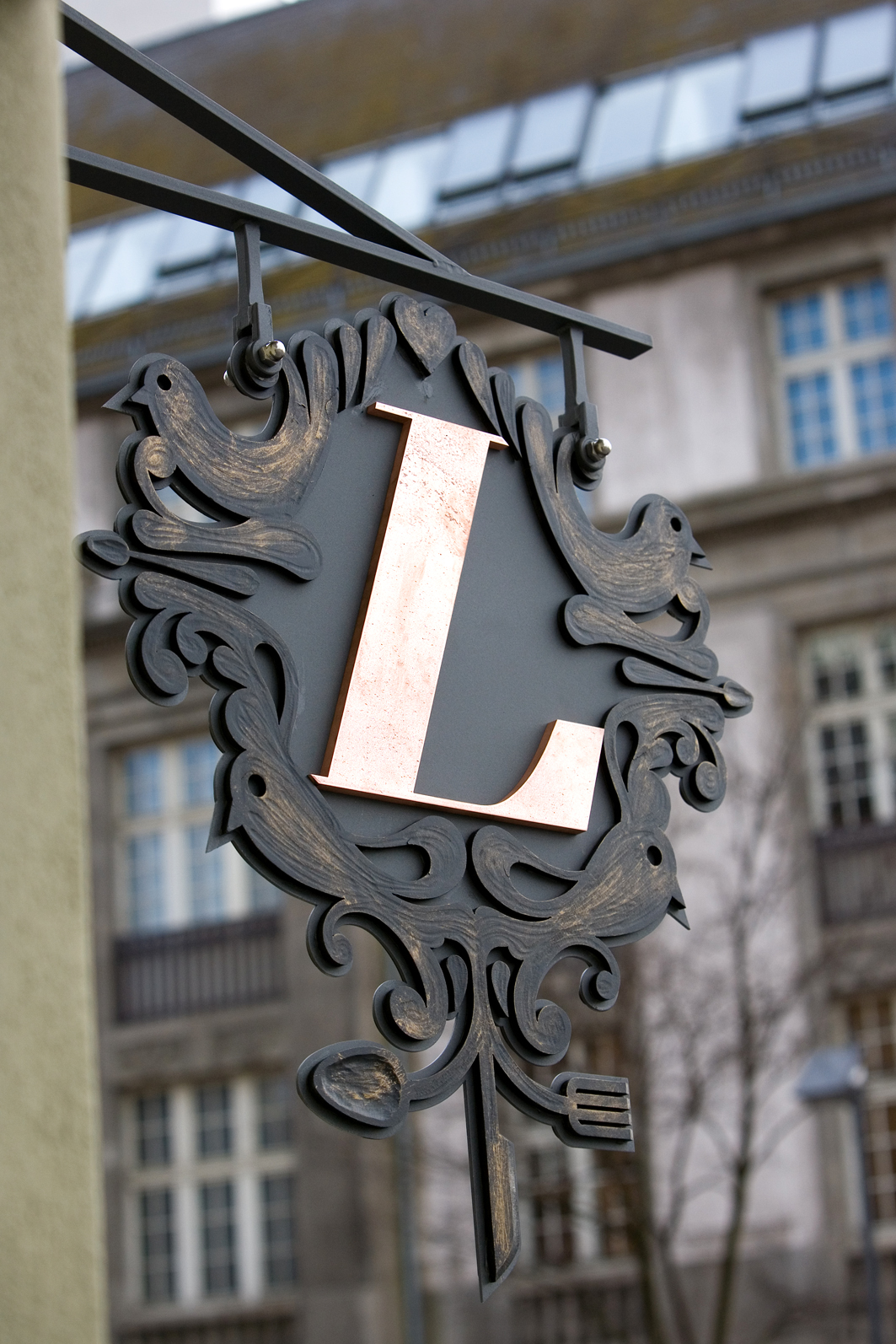
Türschild Restaurant Lohninger

Mario Lohninger entstammt einer Gastronomiefamilie. Der Großvater war Bäcker, der Vater Küchenchef im Familienrestaurant in Leogang bei Zell am See. Nach seiner Ausbildung ab 1988 zum Koch im Hotel Brandlhof in Saalfelden war er ab 1991 im Restaurant Obauer bei Rudolf Obauer und Karl Obauer in Werfen und ab 1993 – im Tantris bei Hans Haas in München. Ab 1995 war Lohninger in Deutschland, USA, Frankreich, Japan und Thailand tätig.
Ab 2003 betrieb Mario Lohninger im mit seinem Freund Sven Väth gemeinsam gegründeten Cocoon Club (Frankfurt am Main) das Restaurant Micro und das mit einem Michelin-Stern ausgezeichnete Liegerestaurant Silk. Außerhalb der klassischen Gourmetküche stellte er das Catering für Veranstaltungen im Cocoon Club für bis zu 1.500 Personen und bot Kochkurse für ambitionierte Hobbyköche an.
Im Frühjahr 2010 eröffnete er in Frankfurt sein eigenes Restaurant Lohninger. Damit führte Mario Lohninger drei Restaurants mit unterschiedlichen Küchen und vereinte insgesamt 51 Punkte von Gault Millau unter seinem Patronat. Mitte 2012 schloss er die Restaurants Micro und Silk (der Cocoon Club schloss ebenfalls 2012).
Er konzentriert sich seitdem auf das Restaurant Lohninger, in dem auch seine Eltern und seine Lebensgefährtin mitarbeiten.

## Berufliche Stationen
- 1988–1991 Ausbildung im Hotel Brandlhof (Volker Klein), Saalfelden[7]
- 1991–1993 Restaurant Obauer (Karl und Rudi Obauer), Werfen bei Salzburg
- 1993–1995 Tantris (Hans Haas), München
- 1995–1996 San Domenico (Theo Schoenegger), New York
- 1996 Spago (Wolfgang Puck), Los Angeles
- 1996–1997 Guy Savoy (Guy Savoy), Paris
- 1998–1999 Spago (Michael French), Palo Alto
- 1999–2004 Danube (Executive Chef), New York
- 2004–2012 Silk und Micro (Patron) im Cocoon Club, Frankfurt
- seit 2010 Lohninger (Patron), Frankfurt

## Auszeichnungen (Auswahl)
Quelle:
- 2000 Best Restaurant für Danube, Zagat Survey
- 2002 Koch des Jahres, New York Magazine
- 2005 Entdeckung des Jahres, Gault Millau
- 2005 Bestes Gastronomiekonzept, Bunte
- 2006 1 Stern für Silk, Guide Michelin
- 2007 Koch des Monats, Der Feinschmecker
- 2008 18 Punkte für Silk & 16 Punkte für Micro im Gault Millau
- 2008 Innovativstes Restaurant Deutschlands, Der Große Restaurant & Hotel Guide
- 2008 3 Löffel für Silk & 2 Löffel für Micro im Schlemmer Atlas
- 2010 Goldene Cloche als „Botschafter“ der österreichischen Küche, Galanacht der Gastronomie
- 2010 18 Punkte für Silk & 17 Punkte für Micro & 16 Punkte für Lohninger im Gault Millau
- 2011 Koch des Jahres 2011, Gault Millau
- 2016 17 Punkte für Lohninger, Gault Millau
- 2017 FFF+, Der Feinschmecker

## Engagement
Nach den Terroranschlägen vom 11. September 2001 kochte Mario Lohninger für die Rettungsmannschaften am Ground Zero. In den folgenden drei Monaten organisierte er mit seinem 200-köpfigen Team bis zu 30.000 Mahlzeiten am Tag. Nach wie vor engagiert sich Lohninger an Wohltätigkeitsprojekten wie bspw. 2010 „Frankfurt teilt“ und 2011 „Spitzenköche für Afrika“.

## Publikationen
- East of Paris, „the new cuisines of austria and the danube“, 2003, HarperCollins Publishers Inc., ISBN 0-06-621449-1
- mario lohninger – cocoonclub menues. Tre Torri Verlag GmbH, Wiesbaden 2009, ISBN 978-3-937963-82-2

## Mario Lohninger im Fernsehen
- DW-TV | euromaxx highlights: Talent in der Küche – Mario Lohninger Koch des Jahres 2011
- ZDFneo: Kulinarische Weltreise TV mit Mario Lohninger
- Sat1: Planetopia – Making of CocoonClub
- VOX: Kitchen Impossible, Ready to beef!